# Gagea filiformis
Gagea filiformis là một loài thực vật có hoa trong họ Liliaceae. Loài này được (Ledeb.) Kunth miêu tả khoa học đầu tiên năm 1843.